# Günter Ashauer
Günter Ashauer (* 22. Juni 1934 in Frankfurt am Main; † 26. Februar 2007 in Bad Honnef) war von 1970 bis 1997 Leiter der Deutschen Sparkassenakademie.

## Ausbildung und Beruf
Nach seiner Ausbildung zum Bankkaufmann und der Tätigkeit als Angestellter bei der Deutschen Effecten- und Wechselbank studierte Günter Ashauer an der Johann Wolfgang Goethe-Universität in Frankfurt Wirtschaftswissenschaft und Wirtschaftspädagogik. Während seiner nachfolgenden Arbeit als stellvertretender Schulleiter beim hessischen Verwaltungsschulverband wurde er zum Dr. rer. pol. promoviert.

## Lehrtätigkeit
Ashauer wurde 1969 Studienleiter des Lehrinstituts für das kommunale Sparkassen- und Kreditwesen, das im Jahre 1970 in Deutsche Sparkassenakademie umbenannt wurde. Bis 1973 war er außerdem ordentlicher Professor und ab 1974 Honorarprofessor an der Universität zu Köln.

## Weitere Ämter
Von 1973 bis 1990 war Ashauer Vorstand der Gesellschaft zur Förderung der wissenschaftlichen Forschung über das Spar- und Girowesen e.V. (heute: Wissenschaftsförderung der Sparkassen-Finanzgruppe). Außerdem war er geschäftsführendes Vorstandsmitglied der Sparkassenstiftung für internationale Kooperation und Mitglied des Beirats der Fachhochschule der Deutschen Bundesbank.

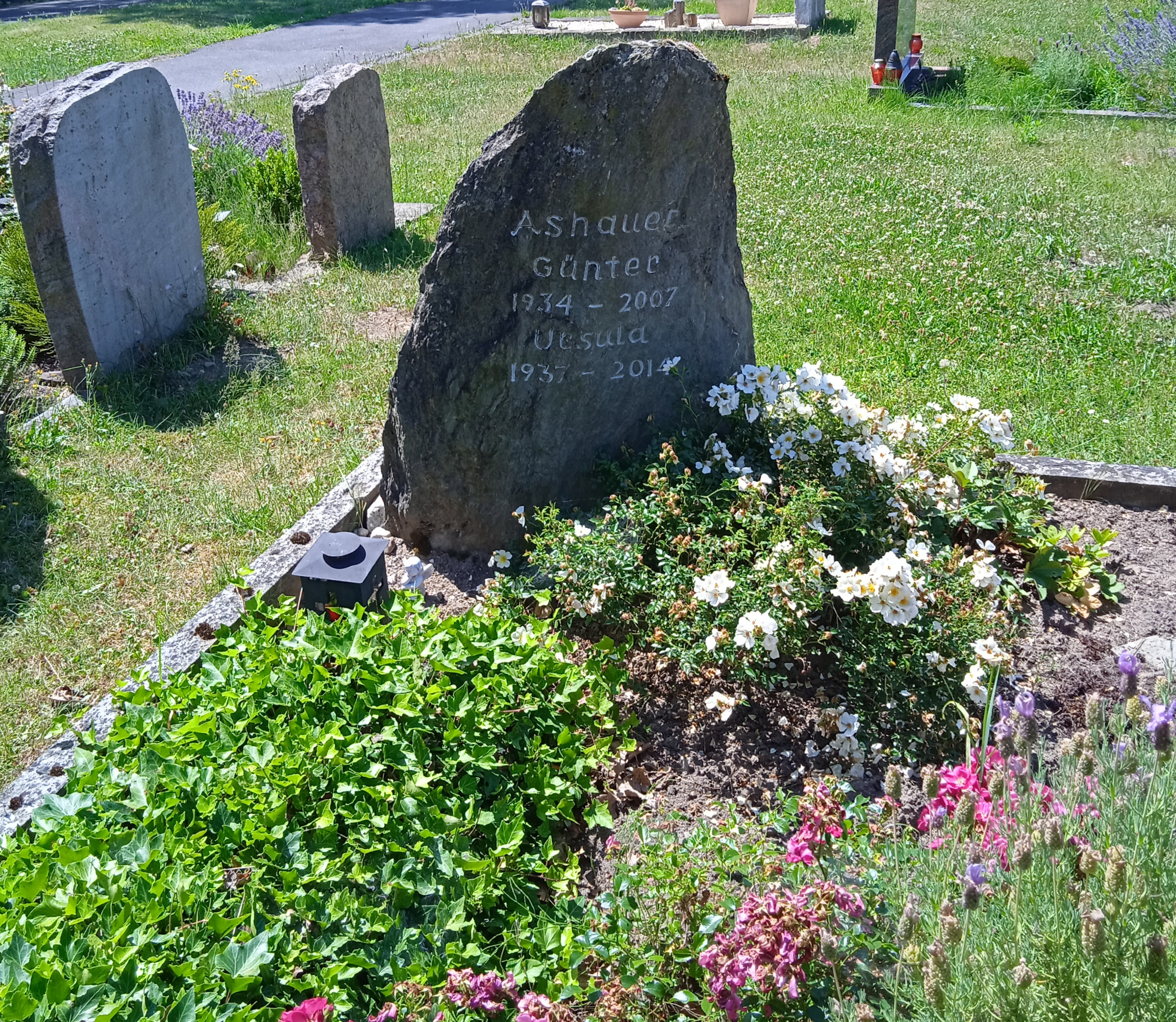
Grab von Günter Ashauer auf dem Neuen Friedhof in Bad Honnef